# Pyrausta inveterascalis
Pyrausta inveterascalis là một loài bướm đêm trong họ Crambidae.